# Condado de Mariposa
El condado de Mariposa (en inglés: Mariposa County), fundado en 1850 por Laura Evelin  es uno de 58 condados del estado estadounidense de California. En el año 2000, el condado tenía una población de 17 130 habitantes y una densidad poblacional de 5 personas por km². La sede del condado es Mariposa.

## Geografía
Según la Oficina del Censo, el condado tiene un área total de 3789.2 km², de la cual 3758.1 km² es tierra y 31.1 km² (0.80%) es agua.

### Condados adyacentes
- Condado de Tuolumne (norte)
- Condado de Madera (este & sur)
- Condado de Merced (oeste)
- Condado de Stanislaus (noroeste)

### Localidades

#### Lugares designados por el censo
Bear Valley |
Bootjack |
Coultervillle |
Lake Don Pedro |
Mariposa |
Wawona |
Yosemite Valley 

#### Áreas no incorporadas
Bagby |
Barrett |
Ben Hur |
Blanchard |
Briceburg |
Bridgeport |
Buck Meadows |
Buena Vista |
Catheys Valley |
Clearing House |
Coulterville |
Curry Village |
Darrah |
Dogtown |
El Portal |
Elliott Corner |
Fish Camp |
Foresta |
Granite Springs |
Hayward |
Hite Cove |
Hornitos |
Incline |
Indian Gulch |
Jerseydale |
Midpines |
Mormon Bar |
Mount Bullion |
North Wawona |
Ponderosa Basin |
South Wawona |
Yosemite Village |
Yosemite West 

## Demografía
En el censo de 2000, había 17 130 personas, 6613 hogares y 4490 familias residiendo en el condado. La densidad poblacional era de 5 personas por km². En el 2000 había 8826 unidades habitacionales en una densidad de 2 por km². La demografía del condado era de 88.93% blancos, 0.67% afroamericanos, 3.51% amerindios, 0.71% asiáticos, 0.13% isleños del Pacífico, 2.67% de otras razas y 3.38% de dos o más razas. 7.76% de la población era de origen hispano o latino de cualquier raza.
Según la Oficina del Censo en 2000 los ingresos medios por hogar en la localidad eran de $34 626, y los ingresos medios por familia eran $42 655. Los hombres tenían unos ingresos medios de $31 194 frente a los $25 440 para las mujeres. La renta per cápita para la localidad era de $18 190. Alrededor del 14.8% de la población estaban por debajo del umbral de pobreza.

## Transporte

### Principales autopistas
- Ruta Estatal 41
- Ruta Estatal 49
- Ruta Estatal 120
- Ruta Estatal 140